# Deportes Ovalle
Der Club de Deportes Ovalle ist ein chilenischer Fußballverein aus Ovalle. Der Verein wurde 1963 gegründet und trägt seine Heimspiele im Estadio Municipal de Ovalle aus, das 8000 Zuschauern Platz bietet. Deportes Ovalle spielt derzeit in der Segunda División Profesional, der dritthöchsten Spielklasse in Chile.

## Geschichte
Der Verein Club de Deportes Ovalle wurde am Neujahrstag 1963 in der Stadt Ovalle, mit heutzutage ungefähr etwas mehr als 100.000 Einwohnern im Kleinen Norden Chiles in der Región de Coquimbo gelegen, gegründet. Relativ schnell gelang dem noch ausgesprochen jungen Verein der Aufstieg in die Segunda División, damals zweithöchste Spielklasse des chilenischen Fußballs. In dieser verharrte man lange Jahre, bis in der Spielzeit 1975 der zweite Platz hinter dem mehrfachen Meister Universidad Católica belegt werden konnte, der zum Aufstieg in die Primera División berechtigte. Dabei trennten Deportes Ovalle zwei Punkte vom ersten Verfolger Deportivo Ñublense. In der ersten Liga angekommen, spielte das Team von Trainer Yemo Díaz dort eine hervorragende Premierensaison. Mit Platz zehn hielt man sich die Abstiegssorgen fast die gesamte Spielzeit lang vom Hals, am Ende trennten den Klub acht Punkte vom ersten direkten Absteiger, Deportes Naval de Talcahuano, sowie vier Punkte vom ersten Relegationsplatz, belegt von CD Huachipato. Auch die zweite Erstligasaison lief an sich nicht so schlecht für Deportes Ovalle, mit 27 Punkten aus 34 Spielen war man jedoch am Ende auf einem Relegationsplatz positioniert. Dort traf man in einem Playout-Spiel auf Santiago Morning, um den Abstieg doch noch zu verhindern. Santiago Morning konnte sich allerdings am 21. Dezember 1977 in Valparaíso mit 2:1 durchsetzen und schickte Deportes Ovalle zurück in die Segunda División. Bis heute ist dieses Playout-Spiel das letzte Erstligaspiel von Deportes Ovalle.
Nach dem Abstieg aus der Primera División entwickelte sich Deportes Ovalle zum Dauergast in der zweitklassigen Segunda División. Man spielte ab 1978 vierzehn Jahre bis einschließlich der Spielzeit 1991 in der zweithöchsten chilenischen Fußballliga. Dann erfolgte schließlich der Abstieg in die Tercera División, aus der man 1993 als Meister wieder in die Segunda División zurückkehrte. Es folgten nun wieder elf Zweitligajahre, ehe Deportes Ovalle nach Ende der Saison 2005 wieder den Gang in die Drittklassigkeit antreten musste. Und diesmal schaffte es der Verein nicht gleich wieder, in die zweite Liga zurückzukehren. Stattdessen versank man ein wenig in den Niederungen des chilenischen Amateurfußballs. Für ein Ausrufezeichen sorgen konnte Ovalle allerdings in der Copa Chile 2008, als man es nach Siegen über CSD Colo-Colo und Huachipato bis ins Endspiel schaffte, wo als Gegner CD Universidad de Concepción wartete. Im Finale unterlag Deportes Ovalle schließlich mit 1:2 und vergab die Chance auf den sensationellen Pokalsieg.
Im Ligabetrieb rutschte Deportes Ovalle in dieser Zeit jedoch vollständig ab. Man fand den Klub nur mehr im tiefen Amateurfußball. 2014 stieg man wieder in die Tercera División auf. Durch eine Initiative des Verbandes rutschte Ovalle jedoch gleich in die Segunda División und trat ab der Spielzeit 2014/15 also wieder drittklassig an. 2016 folgte der erneute Abstieg in den Amateurfußball, für den sich der Klub nicht meldete. Es gab weitere Versuche, den Verein wieder am Ligaspielbetrieb zu integrieren, doch bislang scheiterten die Versuche längerfristig.

## Erfolge
- Tercera División: 1× (1993)

## Bekannte Spieler
- Rodolfo Dubó, 46-facher chilenischer Nationalspieler sowie WM-Teilnehmer von 1982, spielte lange Zeit für Palestino und Universidad de Chile, 1974 Beginn der Laufbahn bei Deportes Ovalle
- Francisco Andrés Silva Gajardo, früherer Akteur von CA Osasuna in Spanien und chilenischer Nationalspieler, 2005 für ein Jahr von Universidad Católica an Deportes Ovalle ausgeliehen
- Álvaro Ormeño, achtfacher Nationalspieler für Chile, derzeit bei Colo-Colo unter Vertrag, zuvor unter anderem Everton und Gimnasia y Esgrima La Plata, 2001 ein Jahr bei Deportes Ovalle angestellt
- José Luis Villanueva, Weltenbummler durch den internationalen Fußball, spielte schon bei Vereinen in Chile, Argentinien, Mexiko, Brasilien, Japan, China und Usbekistan, 2002 ein Jahr in Ovalle